# Personaggi di Maison Ikkoku - Cara dolce Kyoko

L'ultima immagine dell'ultimo episodio di Maison Ikkoku - Cara dolce Kyoko. Da sinistra Kentaro Ichinose, Hanae Ichinose (sotto), Akemi Roppongi (sopra), Yūsaku Godai, Kyōko Otonashi con in braccio la piccola Haruka, Yotsuya ed il cane Soichiro.

Questo è l'elenco dei personaggi che compaiono all'interno della serie animata giapponese Maison Ikkoku - Cara dolce Kyoko.

## Protagonisti

### Yūsaku Godai
Yūsaku Godai (五代 裕作?, Godai Yūsaku) è il protagonista indiscusso della serie. Introdotto come un semplice ragazzo diplomato, inizia come un povero ronin di 20 anni che cerca di entrare all'università dopo aver fallito l'anno precedente, riuscendo infine ad essere ammesso. Di due anni più giovane di Kyoko, è di buon cuore e bello, ma anche indeciso e distratto. È succube degli scherzi e delle prese in giro degli altri inquilini, che si approfittano di lui (ad esempio usano la sua stanza, anche quando lui sta studiando per gli esami, per frequenti abbuffate e festeggiamenti e rubano cibo dai suoi pacchi di cura). Deve sopportare anche la presenza perenne di Yotsuya nella sua stanza, che può accedervi grazie ad un buco nel muro da lui creato. Si innamora di Kyoko a prima vista, ma inizialmente non ha il coraggio di dirle cosa prova. Inoltre, sogna molto ad occhi aperti e finisce spesso per farsi male (ad esempio, si imbatte nei pali stradali). Ha provato più volte a fare una mossa su Kyoko, ma non è riuscito a farlo; tali azioni fanno pensare a Kyoko di lui come di un perfetto gentiluomo. Dovrà avere pazienza per più di sei anni prima di riuscire a dichiararsi e sposarla. I principali ostacoli saranno (oltre ai pestiferi vicini) Shun Mitaka (spasimante di Kyoko), Kozue Nanao e Ibuki Yagami (rispettivamente collega di Yusaku in uno dei suoi lavori e studentessa della scuola dove Yusaku farà tirocinio). Tuttavia, Godai è un uomo d'onore che è degno di Kyoko, poiché il suo amore per lei è un amore duraturo e devoto. A fine serie, lui e Kyoko si sposano felicemente e avranno una figlia, che chiameranno Haruka.
Parecchia confusione è stata fatta nella versione italiana dell'anime col suo nome: si è fatto passare Godai come nome e come cognome talvolta Yusaku (il suo nome), altre volte Yukari (il nome della nonna), altre volte ancora qualcosa d'inventato (Katayama). Godai significa sia "quinta generazione" che "raccolto abbondante".

### Kyōko Otonashi
Kyōko Otonashi (音無 響子?, Otonashi Kyōko) è la coprotagonista della serie. Ha due anni più di Godai ed è una bellissima vedova che si assume il compito di amministrare la vecchia pensione Maison Ikkoku. Il marito è morto per cause che durante la serie non saranno mai chiarite. Il suo cognome da nubile è Chigusa. È dolce ed educata, ma ha anche un lato violento e spaventoso che emerge quando è gelosa e arrabbiata. Presto svilupperà affetto per Godai, e ha la tendenza ad innamorarsi di lui (con gli altri inquilini che lo prendono in giro per essersi comportata come una "buona moglie") e diventa gelosa di lui (anche se mente a se stessa e nega che sia gelosia). Crede che Godai sia di cuore puro e non un pervertito, a differenza degli altri inquilini, che cercano di metterla in guardia su di lui. Diventerà l'oggetto delle attenzioni sentimentali sia del giovane studente Yusaku Godai, che abita nella pensione, che del maestro di tennis Shun Mitaka. Il cognome Chisuga significa "grande varietà di fiori", Otonoshi vuol dire "silenzio" oppure "senza marito"; il nome Soichiro si traduce come "l'unico marito", poiché Kyoko non riuscirà a dimenticare completamente il suo primo amore fino a quando Yusaku non chiederà l'approvazione per il matrimonio sulla sua tomba. Nel manga Kyoko viene chiamata sempre Kanrinin ("amministratrice") per quasi tutta la storia; nell'anime, o quanto meno nel doppiaggio italiano, viene indicata quasi sempre col nome di battesimo, oppure col cognome del marito. Il suo cane, Shiro ("bianco", chiamato così da Soichiro Otonashi), viene ribattezzato Soichiro all'inizio della sua vedovanza, perché sembra non rispondere più al nome precedente. Per sbrigare le faccende domestiche della Maison Ikkoku, Kyoko indossa un grembiule con dei pulcini e la scritta "Piyo Piyo", traslitterazione di "pio pio", ossia il verso dei pulcini; questo particolare riferimento al suo approccio non ancora maturo verso la vita cambierà verso la fine, quando l'inquilina Ichinose le regalerà un grembiule con delle galline e la scritta "Koke Koke", cioè "coco coco" (il verso di galline e polli adulti). Il secondo matrimonio con Yusaku Godai sarà l'inizio di una rinascita, rappresentata all'inizio di Maison Ikkoku: Last Movie tramite l'immagine del kimono nuziale con il disegno di una fenice!

## Altri personaggi

### Shun Mitaka
Shun Mitaka (三鷹 瞬?, Mitaka Shun) è il rivale in amore del protagonista. Ragazzo molto educato e affascinante, Mitaka è un maestro di tennis che conosce Kyoko quando si iscrive al suo corso. Sebbene sia molto interessato e devoto a Kyoko, è molto popolare tra le altre ragazze e ha la reputazione di donnaiolo. Proviene da una delle famiglie più ricche della città e per questo Godai ne avrà parecchio svantaggio nella competizione con lui per conquistare l'amore di Kyoko. Inoltre, con dispiacere di Yusaku, la madre di Kyoko lo approva fortemente come potenziale futuro marito per Kyoko. La grande debolezza di Shun è la sua morbosa paura dei cani, che renderà inizialmente problematico il rapporto con Soichiro, il cane di Kyoko. Sebbene Shun e Godai siano solitamente rivali, entrambi condividono momenti in cui sono legati dalla reciproca frustrazione per la riluttanza di Kyoko ad innamorarsi di qualcuno. Il suo cognome significa "tre aquile" ed è il nome di un quartiere di Tokyo.

### Yotsuya
Yotsuya (四谷?, Yotsuya) è uno degli inquilini della Maison Ikkoku, occupa la stanza numero 4. È approfittatore ed un individuo per niente affidabile. Se ne sta perennemente in casa e non si sa cosa faccia, persino Ichinose e Akemi, pur stando sempre con lui, non sanno cosa faccia nella vita o almeno un po' del suo passato. Solo una volta si è improvvisato venditore di elastici, ma non si sa nient'altro, nemmeno il suo nome (comunque, in una puntata dichiarerà di chiamarsi Gennosuke). Vari suoi parenti hanno abitato l'Ikkoku-kan per generazioni, tanto che guardando le foto nell'album della casa gli altri inquilini penseranno inizialmente che Yotsuya sia immortale. Si diverte importunando in continuazione Godai, e ha anche scavato un buco che collega le stanze dei due, in modo da poter accedere alla camera del ragazzo in qualsiasi momento. Il suo nome significa "quattro vallate"

### Akemi Roppongi
Akemi Roppongi (六本木 朱美?, Roppongi Akemi) è una giovane donna dai capelli rossi che a prima impressione appare "molto libera e facile". Le piace molto andare in giro per casa con indosso solo gli slip e un baby-doll azzurro o rosa. Lavora al bar Cha Cha Maru come cameriera. Provoca per divertimento Godai e partecipa alle feste di Ichinose. Occupa la stanza numero 6 della Maison Ikkoku. Roppongi significa "i sei alberi originali" ed è anche il nome di un quartiere di Tokyo.

### Hanae Ichinose
Hanae Ichinose (一の瀬 花枝?, Ichinose Hanae) è una donna che non sa stare al suo posto, le piace spettegolare e origliare su ogni persona che conosce. Occupa la stanza numero 1. Organizza in continuazione feste in casa con gli altri due inquilini Akemi e Yotsuya, feste a tema di birra e Sakè, molte volte anche a spese di Kyoko e Godai. È sposata con un impiegato (pare che si siano conosciuti ad una gara di bevute) ed ha un figlio di 10 anni, Kentarō. Il cognome Ichinose significa "prime rapide" (forse in riferimento alla sua capacità straordinaria di bere sakè), il nome di battesimo, Hanae, vuol dire "mazzo di fiori", alquanto ironico visto che è bassa e non particolarmente attraente.

### Kentaro Ichinose
Kentaro Ichinose (一の瀬 賢太郎 ?, Ichinose Kentarō) è uno studente delle scuole medie, che ha ereditato la bassissima statura della madre Hanae. Inizialmente prende in antipatia Godai, ma lo svolgersi della storia porterà il ragazzino a vedere in lui una sorta di fratello maggiore. È anche molto affezionato a Kyoko, perché la ritiene l'unica persona normale nella pensione. Svilupperà una cotta per Ikuko, la nipote di Kyoko, un paio di anni più grande di lui, creando, suo malgrado, un parallelismo con il rapporto di Yusaku e Kyoko. Tra tutti gli inquilini è in effetti quello che tiene sempre la testa sulle spalle.

### Kozue Nanao
Kozue Nanao (七尾 こずえ?, Nanao Kozue) è una ragazza che si innamora di Godai all'inizio della storia e che lo considererà il suo ragazzo per parecchio tempo. Porta gli occhiali, ma di solito la si vede senza perché ha le lenti a contatto. Non nutre cattivi sentimenti nei confronti di Kyoko e, sino al termine, non si rende conto di quali siano i veri sentimenti di Godai. Nanao significa "sette code".

### Asuna Kujō
Asuna Kujō (九条 明日菜?, Kujō Asuna) è una timidissima ragazza di buona famiglia, si innamora a prima vista di Mitaka durante un incontro organizzato dallo zio di lui al fine di favorire un matrimonio di convenienza con la finalità di trarne profitto (i genitori di Asuna sono ricchi correntisti della sua banca). Nell'adattamento italiano prende il nome Azuko o Atsuko. Il cognome significa "nove passaggi"

### Ibuki Yagami
Ibuki Yagami (八神 いぶき?, Yagami Ibuki) è una liceale all'ultimo anno di scuola, si prende una cotta per Godai quando quest'ultimo vi trascorre un periodo di tirocinio, creando un parallelo con la storia di Kyoko e Soichiro. Ha buoni voti a scuola ed è la prima della sua classe, ma non è affatto il tipo di studentessa d'onore. È una ragazza bellissima ma anche precoce, volitiva, sfacciata e impavida. Causerà vari trambusti e fraintendimenti a causa della sua testardaggine, arrivando a tentare di convivere forzatamente con Yusaku nella sua stanza. Dopo la fine della storia si iscrive all'università senza aver dimenticato ancora Yusaku. Il cognome significa "otto divinità", e nel doppiaggio italiano è stato usato al posto del nome perfino dal padre (non è poi strano che Yusaku o Kyoko si rivolgano a lei senza chiamarla per nome).

## Personaggi secondari

### Soichiro Otonashi
Soichiro Otonashi (音無 惣一郎?, Otonashi Sōichirō) è il defunto marito di Kyoko. Lei e Soichiro si incontrarono durante i tempi delle scuole superiori. Kyoko era una studentessa, mentre Soichiro un supplente della sua classe. I due si sposarono contro la volontà dei genitori di Kyoko. La causa della morte di Soichiro non viene mai rivelata, la sua presenza invisibile è stata da sempre l'ostacolo principale dell'amore tra Godai e Kyoko. Come gag ricorrente dell'anime, il volto dell'uomo non viene mai mostrato, con grande frustrazione di Godai, tranne che nell'ultimo episodio, Godai vede una sua foto affermando che aveva viso molto gentile.

### Signor Ichinose
Signor Ichinose (一の瀬氏?, Ichinose-shi) è il marito di Hanae e il padre di Kentaro. Pur abitando nella Maison Ikkoku, compare raramente, per via del suo lavoro che lo tiene fuori casa per quasi tutto il giorno. Ha sposato Hanae in seguito ad una scommessa persa.

### Ikuko Otonashi
Ikuko Otonashi (音無 郁子?, Otonashi Ikuko) è la nipote acquisita da Kyoko in seguito al matrimonio con Soichiro. Yusaku darà lezioni di ripasso a Ikuko, ma la maggior parte del tempo i due finiranno per parlare di altro. Per Yusaku, infatti, Ikuko sarà una fonte primaria di informazioni sulla vita di Kyoko precedente alla Maison Ikkoku.

### Nozomu Nikaido
Nozomu Nikaido (二階堂 望?, Nikaidō Nozomu) è un personaggio che compare solo nel manga e nel film Maison Ikkoku Last Movie, è l'inquilino della stanza numero 2 all'interno della Maison Ikkoku.

### Manager del Cha Cha Maru
Manager del Cha Cha Maru (茶々丸のマスター?, Cha-Cha Maru no Masutā, Cha-cha Maru no Master) è il datore di lavoro di Akemi al bar Cha Cha Maru. Il suo nome non è conosciuto. In alcune occasioni si comporta come "voce della ragione" nel proprio locale, quando Akemi e gli altri stanno esagerando a bere. Di lui si sa che è divorziato ed a fine serie chiederà la mano di Akemi.

### Sakamoto
Sakamoto (坂本?, Sakamoto) è il migliore amico di Godai fin dai tempi della scuola, come dimostra una fotografia, nonché suo compagno di bevute. In più di una occasione ha offerto un tetto per dormire al suo amico, ed ha a sua volta dei problemi con le donne (lui non riesce a trovarne una). È padrone di una gattina che ha chiamato Kyoko.

### Yukari Godai
Yukari Godai (五代 ゆかり?, Godai Yukari) è la nonna di Godai. Vive con i genitori di Godai, ed è spesso in visita alla Maison Ikkoku per vedere come sta il proprio nipote preferito. È molto apprezzata da Yotsuya, Akemi ed Ichinose perché durante le proprie visite diventa una loro compagna di bevute. Tuttavia si preoccupa sinceramente per il proprio nipote e tutti i suoi piani hanno lo scopo di favorire la relazione fra Godai e Kyoko.

### I genitori di Kyoko
Signor Chigusa (千草氏?, Chigusa-ji) e Ritsuko Chigusa (千草律子?, Chigusa Ritsuko) sono i genitori di Kyoko. Inizialmente erano contrari al matrimonio della figlia. In seguito alla morte di Soichiro sono stati contrari alla decisione di Kyoko di non risposarsi. Soprattutto la signora Ritsuko preferirebbe vedere Kyoko sistemata con un uomo facoltoso (come Mitaka). Al padre di Kyoko invece non dispiacerebbe che Kyoko rimanesse a vivere da loro.

### Signor Otonashi
Il Signor Otonashi (音無老人?, Otonashi Rōjin) è il proprietario della Maison Ikkoku, padre di Soichiro e precedente suocero di Kyoko. È un uomo molto generoso e gentile, che considera Kyoko come una figlia e troverà un lavoretto da insegnante a Godai.

### Sayako Kuroki
Sayako Kuroki (黒木 小夜子?, Kuroki Sayako) è una compagna di Godai all'università, faceva parte del club delle marionette. In seguito aiuterà Godai a trovare il lavoro di maestro d'asilo. Nel finale della serie verrà rivelato che si è sposata con un compagno del club delle marionette.

### Iioka
Iioka (Iioka?, 飯岡) è il gestore del locale Bunny Cabaret, amico di Sakamoto. Godai lavorerà per lui dapprima come "buttadentro" ed in seguito come baby sitter dei bambini delle cameriere del locale. Si dimostrerà sinceramente affezionato a Godai, e gli darà diversi (discutibili) consigli su come gestire i propri rapporti sentimentali.

### Zenzaburo Mitsukoshi
Zenzaburo Mitsukoshi (三越 善三郎?, Mitsukoshi Zenzaburō) è un personaggio presente solo nell'anime. Zenzaburo occupa la stanza numero tre della Maison Ikkoku per un breve periodo. Si scoprirà che l'uomo stava ispezionando il posto per valutare la possibilità o meno di costruire un nuovo edificio. Alla fine deciderà di lasciare stare e non comparirà mai più nella serie.

### Preside Kamiogi
Preside Kamiogi (上荻先生?, Kamiogi-sensei) è la Preside della scuola di Yagami ed insegnante di Kyoko durante la sua adolescenza. Avrà diversi problemi nel gestire Godai come insegnante.

### Haruka Godai
Haruka Godai (五代春香?, Godai Haruka) è la figlia di Kyoko e Godai nata nel 1987, che compare nell'ultimo episodio della serie. Il suo nome vuol dire "Vento di primavera".

### "Moe" e "Mei" Mitaka
Sono i due gemellini nati da Mitaka e Asuna. Nel manga i loro primi dentini splendono già come quelli del padre. Non è dato sapere se Moe e Mei siano i loro veri nomi, in quanto ricavati da dei ricami sui loro bavaglini e mai pronunciati.

## Animali

### Soichiro
Soichiro (惣一郎さん?, Sōichirō-san) è il cane randagio adottato da Soichiro e Kyoko, durante i loro primi periodi di vita matrimoniale. Il suo nome inizialmente era Shiro (Bianco), ma in seguito Kyoko lo ribattezzò Soichiro, come il defunto marito. Il suo ruolo nella serie è principalmente comico: da un lato Mitaka entra continuamente nel panico al suo cospetto; dall'altro Godai continua a sognare che il marito di Kyoko avesse il suo volto, dato che la vera faccia di Soichiro Otonashi non viene mai rivelata. Soichiro è diventato uno degli elementi più caratteristici della serie: infatti sia nel doppiaggio originale, che nell'adattamento italiano, l'abbaiare di Soichiro non viene riprodotto dai versi di un vero cane, ma da un doppiatore che si limita a recitare "Bau".

### McEnroe
McEnroe (マッケンロー?, Makkenrō) è il cane adottato da Mitaka (un Volpino di Pomerania), per superare la propria fobia dei cani. Il suo nome è un omaggio al celebre tennista John McEnroe.

### Salad
Salad (サラダ?, Sarada) è una dei numerosi cani di Asuna. Verrà ingravidata da McEnroe, il cane di Mitaka. Questa situazione fraintesa da Mitaka, porterà al matrimonio fra lui ed Asuna.